# Cleistocactus hildegardiae
Cleistocactus hildegardiae ist eine Pflanzenart in der Gattung Cleistocactus aus der Familie der Kakteengewächse (Cactaceae). Das Artepitheton hildegardiae ehrt die Gärtnereibesitzerin Hildegard Winter (1893–1975), die Schwester von Friedrich Ritter.

## Beschreibung
Cleistocactus hildegardiae wächst strauchig mit oft reich verzweigten, spreizklimmenden Trieben, die bei Durchmessern von 2,5 bis 3,5 Zentimetern Wuchshöhen von 20 bis 50 Zentimeter erreichen. Es sind 15 bis 19 niedrige, gewellte Rippen vorhanden. Die darauf befindlichen Areolen stehen eng beieinander. Die Dornen sind nadelig und gerade. Die 5 bis 8 Mitteldornen sind goldgelb bis rötlich braun und 1 bis 3 Zentimeter lang. Die 18 bis 28 hellgelben Randdornen sind 3 bis 8 Millimeter lang.
Die rubinroten Blüten sind 2,5 bis 3,5 Zentimeter lang. Die kugelförmigen, dunkelgrünen Früchte werden später orange und erreichen Durchmesser von bis zu 1 Zentimeter.

## Verbreitung und Systematik
Cleistocactus hildegardiae ist in Bolivien im Departamento Tarija in der Provinz Eustaquio Méndez verbreitet.
Die Erstbeschreibung erfolgte 1980 durch Friedrich Ritter.
Cleistocactus hildegardiae ist möglicherweise ein Synonym von Cleistocactus tarijensis.

## Nachweise